# 美星太空防衛中心
美星太空防衛中心（美星スペースガードセンター）是日本太空防衛設施，鄰近日本岡山縣井原市美星町美星天文台。
美星太空防衛中心建於1999年至2000年期間，用於進行小行星追蹤或BATTeRS（バッターズ），這是一項追蹤小行星和太空垃圾的天文勘測。BATTeRS 發現了許多小行星及哈雷型週期彗星和近地天體C/2001 W2。
太空垃圾、廢棄的太空船、衛星以及其他小型物體都可能對正在運作的太空船造成危險。美星太空防衛中心由日本宇宙論壇（JSF）建造，日本文部科學省出資，所有費用由日本宇宙航空研究開發機構（JAXA）承擔。追蹤太空垃圾的望遠鏡由日本宇宙防衛協會的成員負責管理和操作。

## 設備
1公尺口徑卡塞格林望遠鏡的視野為3度，使用十個CCD偵測器組成的馬賽克，每個偵測器的尺寸為2096 x 4096像素。一架口徑0.5公尺、視野2 x 2 度的望遠鏡於2000年2月開始運作。1公尺近地天體搜尋望遠鏡開始運行，0.5公尺望遠鏡提供後續的天體測量觀測。

## 發現
主帶小行星17286由BATTeRS於2000年7月發現，以美星太空防衛中心所在地命名。BATTeRS已經發現了400多顆小行星。
作為一個異常現象，美星太空防衛中心也被確認1996年木曾觀測所發現(100501) 1996 XA19。

## 外部連結
- Official website 的存檔，存档日期2012-07-28.
- BATTeRS (プロジェクト) （日語）
- Japan Spaceguard Association